# Mollisia scoleconectriae
Mollisia scoleconectriae är en svampart som tillhör divisionen sporsäcksvampar, och som beskrevs av Edith Katherine Cash och Ross Wallace Davidson. Mollisia scoleconectriae ingår i släktet Mollisia, och familjen Dermateaceae. Arten är reproducerande i Sverige.